# 于泽斯
于泽斯（法語：Uzès，法語發音：[yzɛs]），法国南部城市，奥克西塔尼大区加尔省的一个市镇，隶属于尼姆区，其市镇面积为25.41平方公里，2022年1月1日时人口数量为8,360人，在法国城市中排名第1,261位。
于泽斯位于加尔省中部，加里格地区腹地，阿尔宗河畔，是一个区域性的中心城市，多条公路在此交汇。于泽斯因圣泰奥多里大教堂及周边的古城而闻名。

## 地名来源
根据当地官方网站的论述，“Uzès”一名最初以拉丁语“Ucetia”的形式被记载，该名称的来源及含义尚有待考证。法国大革命期间，于泽斯曾被更名为“	Uzès-la-Montagne”。
于泽斯所处区域历史上曾通行朗格多克方言，“Uzès”在奥克语维基百科中及Openstreetmap中被标记为“Usès”。

## 历史

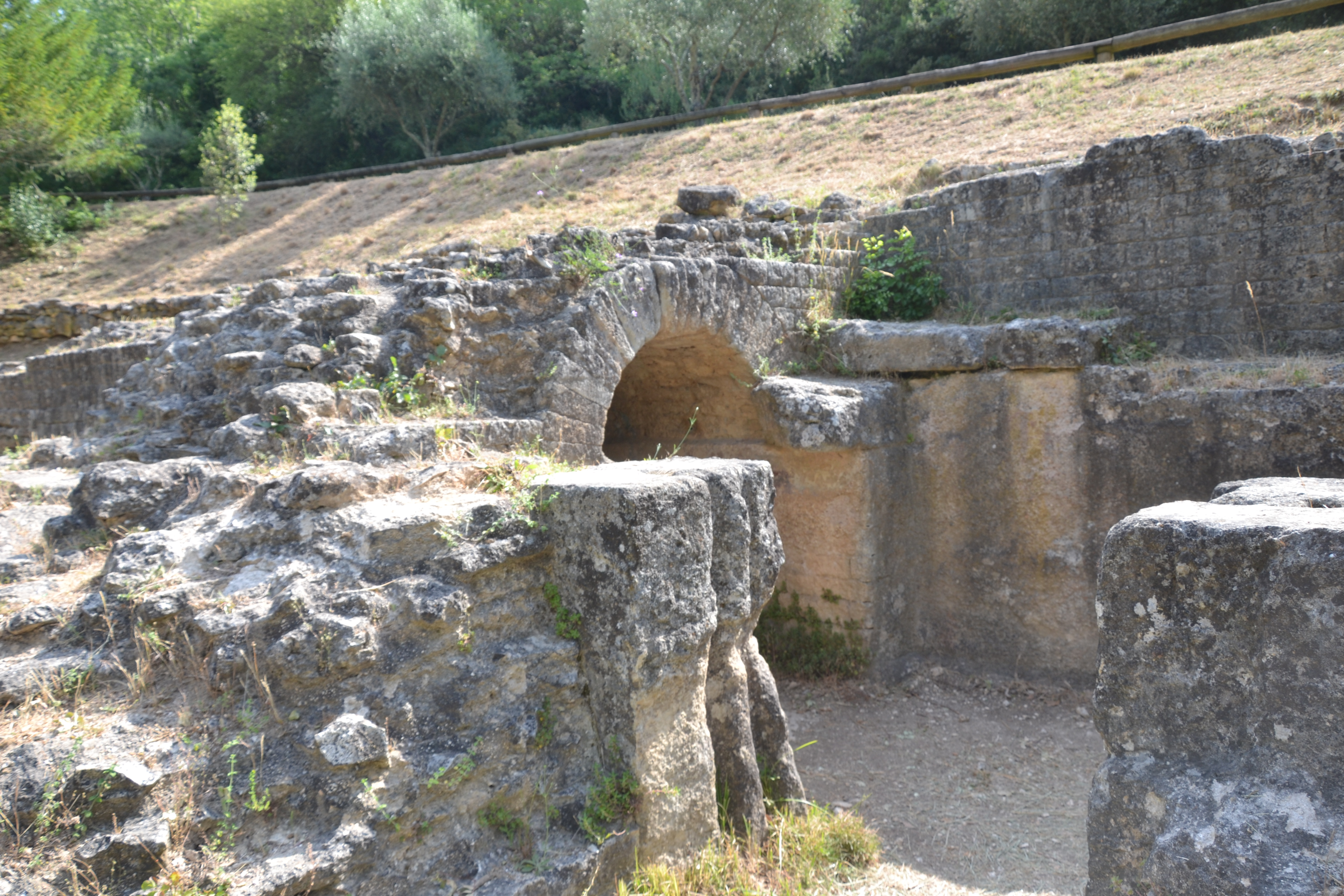
引水渠遗址

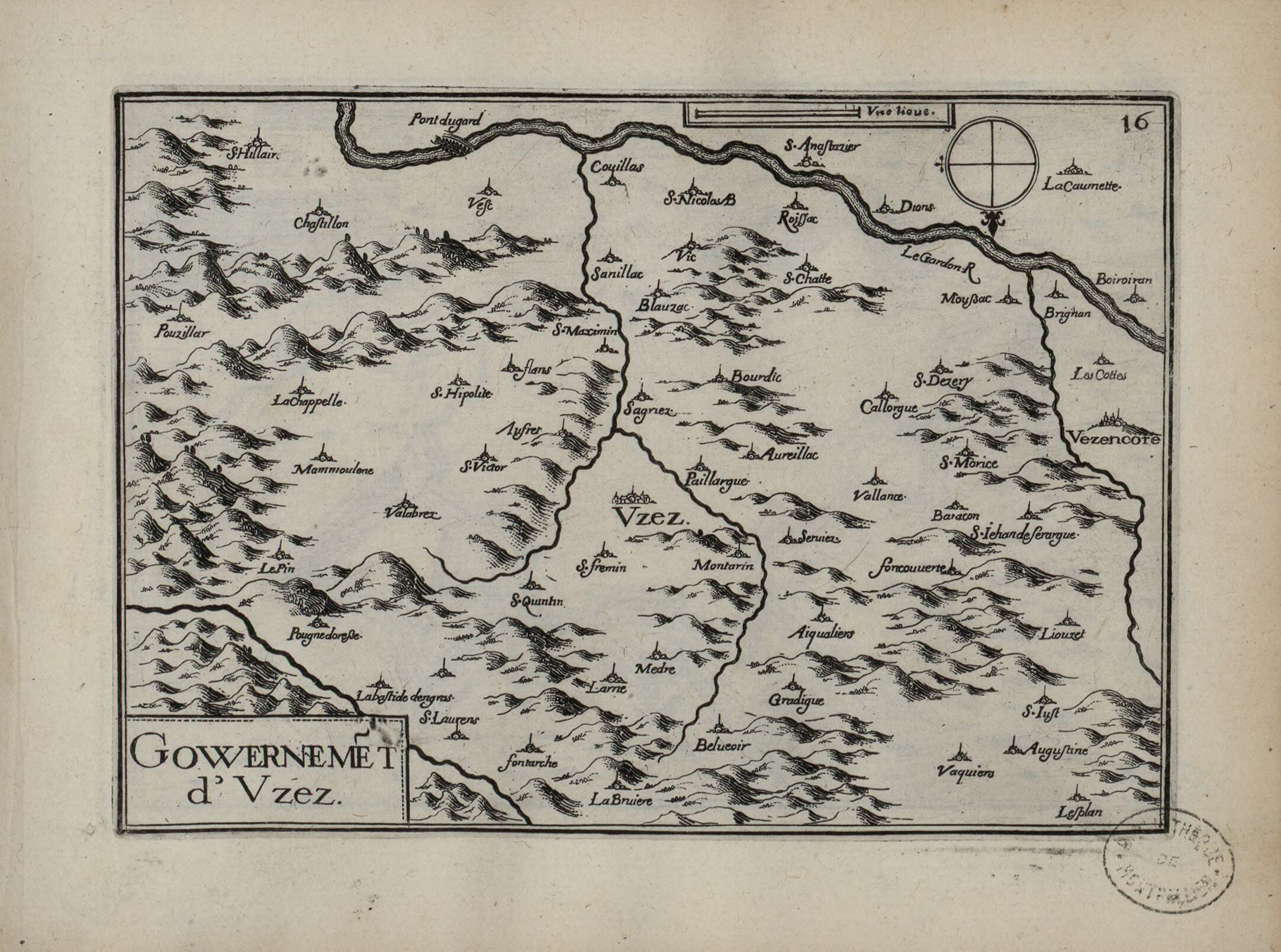
17世纪时的于泽斯地图

于泽斯的早期历史尚不清楚。根据当地官方网站的论述，于泽斯早在古典时期就已形成聚落，彼时该地为沃尔克人的活动范围。罗马人入侵后将此地改建为一处奥皮杜姆，并兴建了一条饮水渠将这里的泉水运送至尼姆。公元442年，于泽斯被设立为一处天主教主教座，公元6世纪时，当地主教在此兴建了教堂，其城市规模亦逐渐扩大，鼎盛时期城墙内的城池面积达到了12公顷。1177年阿尔比十字军期间，于泽斯曾遭到破坏，当地正在建设中的圣泰奥多里大教堂被毁。公元12世纪时，于泽斯出现了一座拥有三座塔楼的领主城堡。13世纪时，于泽斯城市开始向西扩张，至15世纪时城墙外侧已形成多处城郊居民区。1632年，于泽斯公爵曾成为法兰西王国第一公爵。路易十四执政期间，圣泰奥多里大教堂得以重建。宗教战争期间，于泽斯的大部分居民信奉新教，该地在战争中遭到严重破坏。法国大革命后，于泽斯成为加尔省的一个市镇，并自1793年起成为该省的一个地区行署，后被改建为副省会。1795至1800年间，圣菲尔曼（Saint-Firmin）整体并入于泽斯。工业革命期间，途径于泽斯的勒马尔蒂内—博凯尔铁路和于泽斯—诺济耶尔-布里尼翁铁路相继建成通车，于泽斯境内出现了瓷器及甘草糖加工作坊。二十世纪后，于泽斯附近的铁路线相继关闭。1926年9月，根据庞加莱改革方案，于泽斯副省会被撤销，于泽斯区被拆分并入尼姆区及阿莱斯区。1965年1月5日，于泽斯颁布城市规划方案，其历史城区被设立为保护区，新建的公共设施及居民区均分布于城市外围。2008年11月，于泽斯被评为“艺术与历史之城”。

## 地理

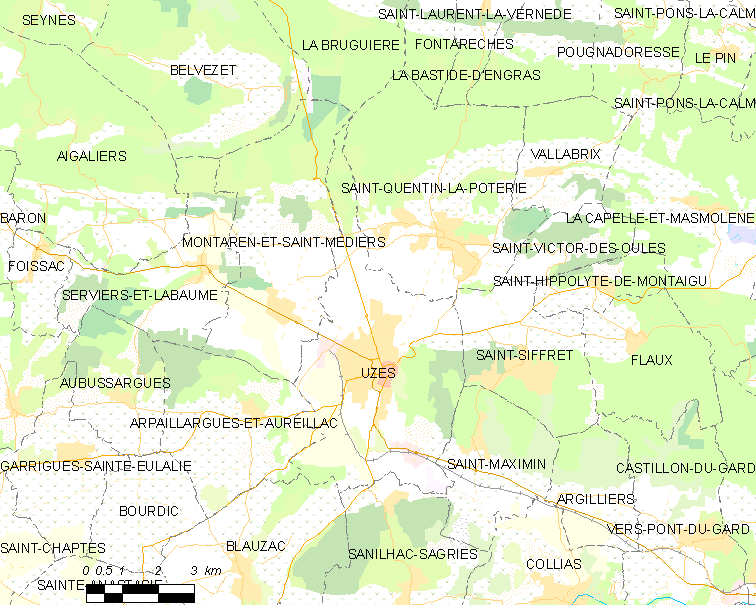
于泽斯市镇范围地图

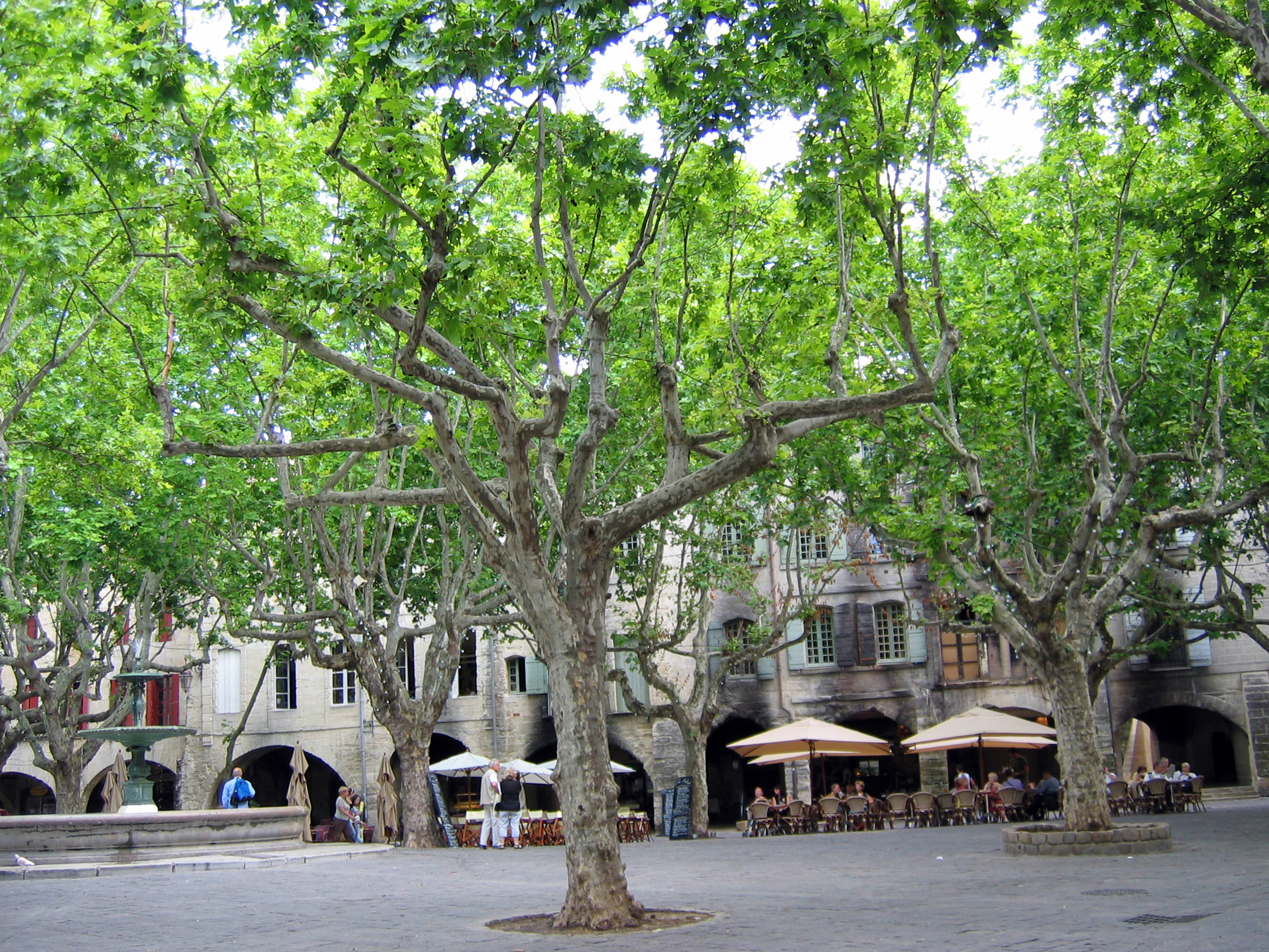
草木广场的行道树

于泽斯位于法国南部，奥克西塔尼大区东部和加尔省中部，距离省会尼姆大约24公里。与于泽斯接壤的市镇包括：蒙塔朗和圣梅迪耶、圣康坦拉波特里、阿尔帕亚格和欧雷亚克、布洛扎克、圣西夫雷、萨尼亚克-萨格列斯和圣马克西曼。

### 地形
于泽斯位于加里格地区腹地，境内以平原和丘陵为主，市镇中心位于地势较为平坦，东侧为山地，全境海拔在49到274米之间。

### 水文
于泽斯位于阿尔宗河畔，该河自北向南流经市镇东侧，并形成高差超过40米的下切状河谷。

### 植被
于泽斯属于亚热带硬叶林区，当地多加里格景观。市中心的草木广场（Place aux Herbes）及联军大街、自由广场等地均有大片城市绿化带，林地广泛分布于市镇东侧的丘陵和山地地区。
在鲜花城市的评比中，于泽斯暂未被评级。

### 气候
于泽斯在柯本气候分类法中属于地中海气候（Csb）。
距离于泽斯最近的常年气象站位于尼姆境内，以下为该气象站的数据：
| 尼姆 1981年－2019年 | 尼姆 1981年－2019年 | 尼姆 1981年－2019年 | 尼姆 1981年－2019年 | 尼姆 1981年－2019年 | 尼姆 1981年－2019年 | 尼姆 1981年－2019年 | 尼姆 1981年－2019年 | 尼姆 1981年－2019年 | 尼姆 1981年－2019年 | 尼姆 1981年－2019年 | 尼姆 1981年－2019年 | 尼姆 1981年－2019年 | 尼姆 1981年－2019年 |
| 月份                | 1月                 | 2月                 | 3月                 | 4月                 | 5月                 | 6月                 | 7月                 | 8月                 | 9月                 | 10月                | 11月                | 12月                | 全年                |
| ------------------- | ------------------- | ------------------- | ------------------- | ------------------- | ------------------- | ------------------- | ------------------- | ------------------- | ------------------- | ------------------- | ------------------- | ------------------- | ------------------- |
| 历史最高温 °C（°F） | 21.5 (70.7)         | 25.1 (77.2)         | 27.3 (81.1)         | 30.7 (87.3)         | 34.7 (94.5)         | 44.4 (111.9)        | 40.3 (104.5)        | 42.3 (108.1)        | 36.8 (98.2)         | 32 (90)             | 26.1 (79.0)         | 21.2 (70.2)         | 44.4 (111.9)        |
| 平均高温 °C（°F）   | 11 (52)             | 12.4 (54.3)         | 16 (61)             | 18.6 (65.5)         | 23 (73)             | 27.5 (81.5)         | 31 (88)             | 30.5 (86.9)         | 25.7 (78.3)         | 20.4 (68.7)         | 14.5 (58.1)         | 11.3 (52.3)         | 20.2 (68.4)         |
| 日均气温 °C（°F）   | 6.8 (44.2)          | 7.8 (46.0)          | 10.9 (51.6)         | 13.5 (56.3)         | 17.5 (63.5)         | 21.7 (71.1)         | 24.9 (76.8)         | 24.4 (75.9)         | 20.3 (68.5)         | 16 (61)             | 10.5 (50.9)         | 7.4 (45.3)          | 15.1 (59.2)         |
| 平均低温 °C（°F）   | 2.7 (36.9)          | 3.2 (37.8)          | 5.8 (42.4)          | 8.3 (46.9)          | 12.1 (53.8)         | 15.8 (60.4)         | 18.7 (65.7)         | 18.4 (65.1)         | 14.9 (58.8)         | 11.5 (52.7)         | 6.5 (43.7)          | 3.6 (38.5)          | 10.1 (50.2)         |
| 历史最低温 °C（°F） | −12.2 (10.0)        | −14 (7)             | −6.8 (19.8)         | −2 (28)             | 1 (34)              | 2.3 (36.1)          | 10 (50)             | 9.2 (48.6)          | 5.4 (41.7)          | −1 (30)             | −4.8 (23.4)         | −9.7 (14.5)         | −14 (7)             |
| 平均降水量 mm（）   | 64.7 (2.55)         | 47.3 (1.86)         | 40.4 (1.59)         | 65.1 (2.56)         | 58.5 (2.30)         | 40.9 (1.61)         | 28.2 (1.11)         | 53.3 (2.10)         | 96.4 (3.80)         | 119.2 (4.69)        | 83.1 (3.27)         | 65.8 (2.59)         | 762.9 (30.04)       |
| 月均日照時數        | 141.6               | 166.3               | 222.2               | 229.8               | 262                 | 311                 | 341.1               | 301.6               | 239                 | 166.6               | 147.9               | 134                 | 2,663.1             |
| 来源：infoclimat.fr |                     |                     |                     |                     |                     |                     |                     |                     |                     |                     |                     |                     |                     |

## 行政区划
于泽斯的市镇编号为30334，邮政编号为30700。
在行政管理方面，于泽斯隶属于法国奥克西塔尼大区加尔省尼姆区；在地方选举方面，于泽斯是于泽斯县的中央投票站所在地，其市镇范围全境被划入加尔省第六选区；在社会管理方面，于泽斯是于泽斯地区市镇公共社区的办公驻地。
于泽斯市区西北部设有优先街区，该区域实行街区自治制度。
法国国家统计与经济研究所（简称）在进行数据统计时，将于泽斯及相邻的另外3个市镇设为于泽斯城市核心区及于泽斯城市区。自2020年起，于泽斯城市区被包含18个市镇的于泽斯城市辐射区代替。此外，还将于泽斯市镇分为了四个“块区”（IRIS），以便于统计人口分布情况。

## 交通

### 公路
加尔省省道D5线、D22线、D979线、D981线和D982线在于泽斯境内交汇。奥克西塔尼大区公共交通下属的111线、115线、121线和152线经过于泽斯，可前往尼姆、阿维尼翁、阿莱斯、塞兹河畔巴尼奥勒等地。
| 23 | 20 |

| 25 | 32 |

| 尼姆 | 25 |

| 阿维尼翁 | 39 |

| 阿莱斯 | 33 |

| 勒穆兰 | 17 |

| 塞兹河畔巴尼奥勒 | 29 |

| 拉卡尔梅特 | 18 |

2020年，57.9%的于泽斯家庭拥有至少一辆私人汽车。2021年，于泽斯境内共发生各类交通事故4起，造成8人受伤，其中4人重伤。

### 铁路
于泽斯位于勒马尔蒂讷—博凯尔铁路和于泽斯—诺济耶尔-布里尼翁铁路的交汇处，这两条铁路均已废弃。
距离于泽斯最近的运营中的客运铁路车站为20公里外的诺济耶尔-布里尼翁站，该站停靠往返于尼姆和阿莱斯一线的区域列车。

### 航空
距离于泽斯最近的民用航空站为39公里外的尼姆机场。

### 城市公共交通
于泽斯地区公共交通（商业名称为）是于泽斯地区市镇公共社区的城市公共交通系统。截至2023年11月，该系统共包括六条公交线路，每条线路每天有1至3个班次，路网覆盖了于泽斯市区内的主要街道和居民区，以及周边的一些市镇。

## 政治

### 市政内阁

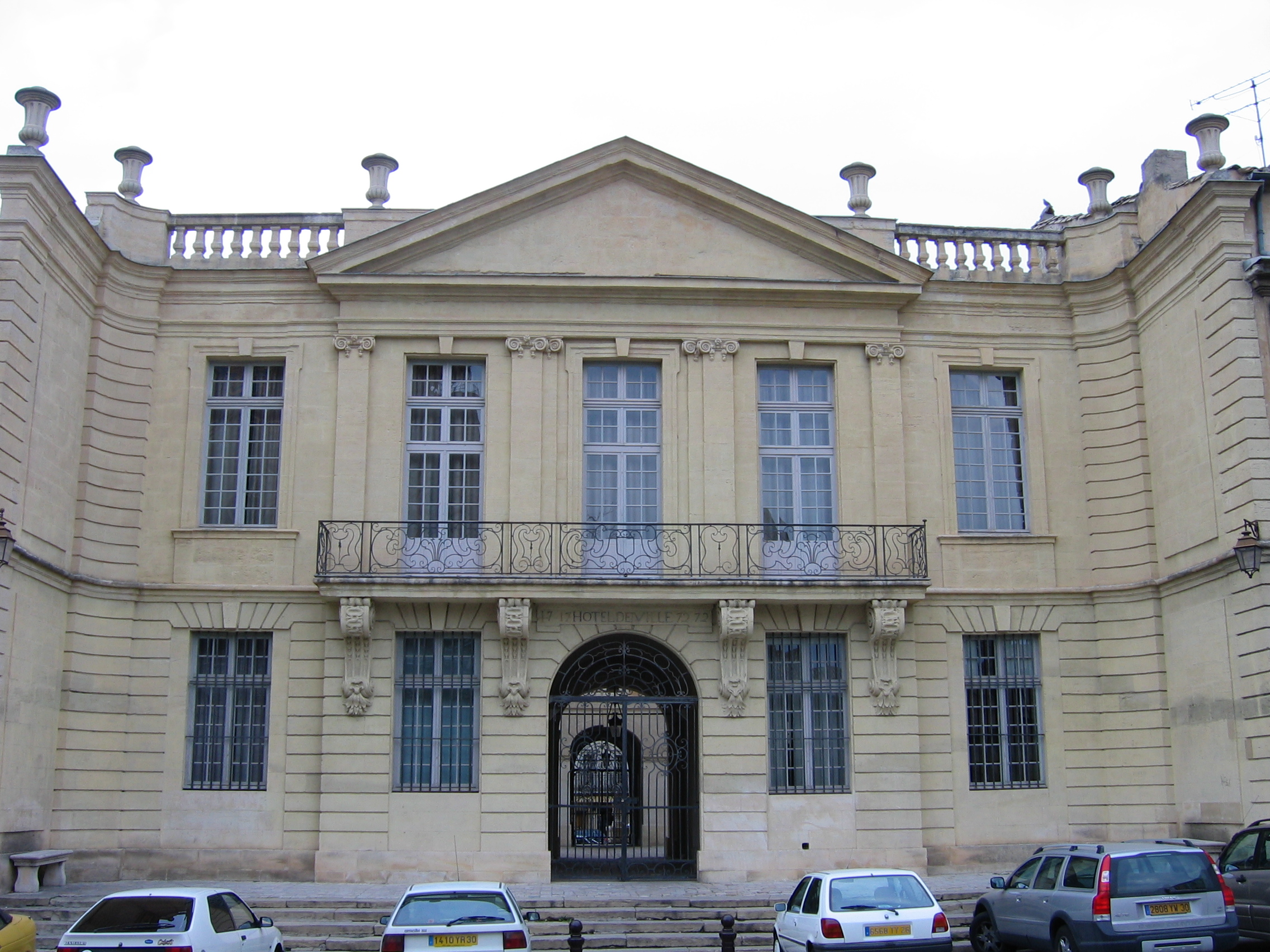
于泽斯市政厅

于泽斯的现任市长为让-吕克·沙蓬先生（Jean-Luc CHAPON），他是一名中间派，在2020年的市政选举中获得了57.97%的支持率。
| 于泽斯历届市长 | 于泽斯历届市长                           | 于泽斯历届市长 |
| 任期           | 市长                                     | 党派 |
| -------------- | ---------------------------------------- | --- |
| 1944年－1945年 | Adolphe LE CANNELIER 阿多尔夫·勒卡纳利耶 | 不详 |
| 1945年－1947年 | Jeanne PALANQUE 让娜·帕朗克              | PR法国共和人党 |
| 1947年－1953年 | Lucien THIBAULT 吕西安·蒂博              | MRP人民共和运动 |
| 1953年－1954年 | Louis ALTEIRAC 路易·阿尔泰拉克           | SFIO工人国际法国支部 |
| 1954年－1966年 | Georges CHAUVIN 乔治·沙文                | SFIO工人国际法国支部 |
| 1966年－1983年 | André RANCEL 安德烈·朗塞尔               | SFIO工人国际法国支部 →PS社会党                                                                                           |
| 1983年－       | Jean-Luc CHAPON 让-吕克·沙蓬             | UDF法国民主联盟 →MoDem民主运动 →UMP人民运动联盟 →UDI民主人士和独立人士联盟 →PR法国共和人党 →MRD改革者运动 →DVC混杂中间派 |

### 各级选举
| 于泽斯历届投票选举结果 | 于泽斯历届投票选举结果 | 于泽斯历届投票选举结果 | 于泽斯历届投票选举结果 | 于泽斯历届投票选举结果      | 于泽斯历届投票选举结果 | 于泽斯历届投票选举结果 | 于泽斯历届投票选举结果      | 于泽斯历届投票选举结果 | 于泽斯历届投票选举结果 |
| 选举项目               | 选举范围               | 选区单位               | 选区单位内的选举结果   | 选区单位内的选举结果        | 选区单位内的选举结果   | 选区单位内的选举结果   | 选区单位内的选举结果        | 选区单位内的选举结果   | 参考资料               |
| 选举项目               | 选举范围               | 选区单位               | 第一轮胜出者           | 第一轮胜出者                | 支持率                 | 第二轮胜出者           | 第二轮胜出者                | 支持率                 | 参考资料               |
| ---------------------- | ---------------------- | ---------------------- | ---------------------- | --------------------------- | ---------------------- | ---------------------- | --------------------------- | ---------------------- | ---------------------- |
| 2017年法國總統選舉     | 法國                   | 市镇                   |                        | 弗朗索瓦·菲永               | 23.54%                 |                        | 埃马纽埃尔·马克龙           | 69.31%                 | [ 28 ]                 |
| 2017年法国立法选举     | 加尔省第六选区         | 市镇                   |                        | 菲利普·贝尔塔               | 38.18%                 |                        | 菲利普·贝尔塔               | 72.62%                 | [ 28 ]                 |
| 2019年欧洲议会选举     | 法國                   | 市镇                   |                        | 纳塔莉·卢瓦索               | 26.7%                  | （不适用）             | （不适用）                  | （不适用）             | [ 30 ]                 |
| 2021年法国省级选举     | 加尔省                 | 县                     |                        | 德尼·布阿德 贝朗热尔·诺基耶 | 45.72%                 |                        | 德尼·布阿德 贝朗热尔·诺基耶 | 67.28%                 | [ 31 ]                 |
| 2021年法国省级选举     | 加尔省                 | 市镇                   |                        | 德尼·布阿德 贝朗热尔·诺基耶 | 41.68%                 |                        | 德尼·布阿德 贝朗热尔·诺基耶 | 73.02%                 | [ 31 ]                 |
| 2021年法国大区选举     | 奧克西塔尼大區         | 市镇                   |                        | 卡萝尔·德尔加               | 38.36%                 |                        | 卡萝尔·德尔加               | 59.64%                 | [ 32 ]                 |
| 2022年法国总统选举     | 法國                   | 市镇                   |                        | 埃马纽埃尔·马克龙           | 28.05%                 |                        | 埃马纽埃尔·马克龙           | 61.38%                 | [ 28 ]                 |
| 2022年法国立法选举     | 加尔省第六选区         | 市镇                   |                        | 菲利普·贝尔塔               | 29.98%                 |                        | 菲利普·贝尔塔               | 55.86%                 | [ 28 ]                 |

## 人口
2020年，于泽斯市镇人口数量为8,390，在法国排名第1,261位。其中男性3,764人，女性4,626人，75岁及以上人口占16.1%，外籍人口数量为729人，人口密度为330人/平方公里，当地居民被称为（男性）或（女性）。2021年，于泽斯境内出生66人，死亡人口149人。
| 于泽斯1901年－2020年人口变化情况 |
|                                  |
| 数据来源：Cassini、INSEE         |

## 经济
于泽斯是一个区域性的中心城市。截至2023年11月，于泽斯市镇范围内共有各类用人单位（包含自雇）2,612家，平均历史为16年，其中99.48%为中小型企业（PME），2023年9月至11月间，当地的经济活力指数为0.15%。（家居销售）、（玻璃制品）及（管道安装）是当地2021年营业额最高的三个企业，分别为16,317,674欧元、15,890,607欧元和9,936,803欧元。

## 财政与居民收入
2021年，于泽斯的财政收入总额为13,707,700欧元，财政支出总额为10,186,600欧元，当年的债务总额为12,707,000欧元。2021年，于泽斯市镇通过增值税获得914,440欧元的收入，此外当地还共获得了296,320欧元的国家直接财政补助。
2019年，于泽斯的人均月收入总额为2,149欧元，其中高级职员为3,982欧元，低于法国平均水平（4,230欧元）；中级职员为2,231欧元，低于法国平均水平（2,411欧元）；普通职员为1,648欧元，亦低于法国平均水平（1,740欧元）。
2020年，于泽斯境内的贫困率为22%，青壮年（15至64岁）失业率为18.4%；2022年，当地38.2%的家庭拥有纳税资格，平均纳税5,921欧元，高于法国平均水平（4,393欧元）。

## 社会事务

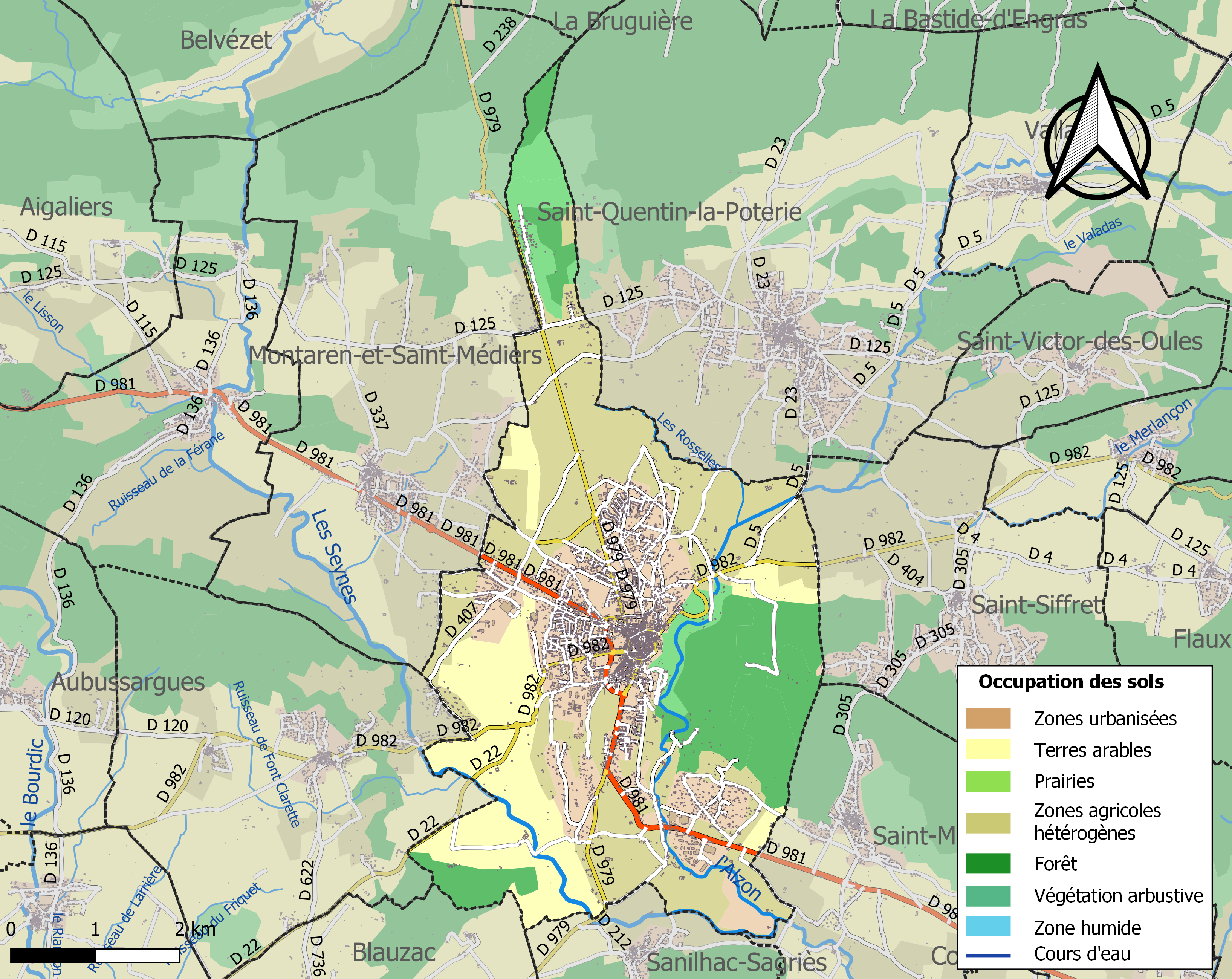
于泽斯土地利用情况地图

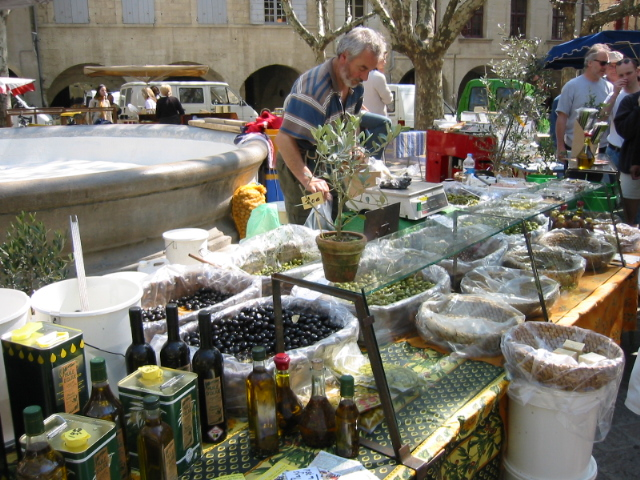
镇中心的传统集市

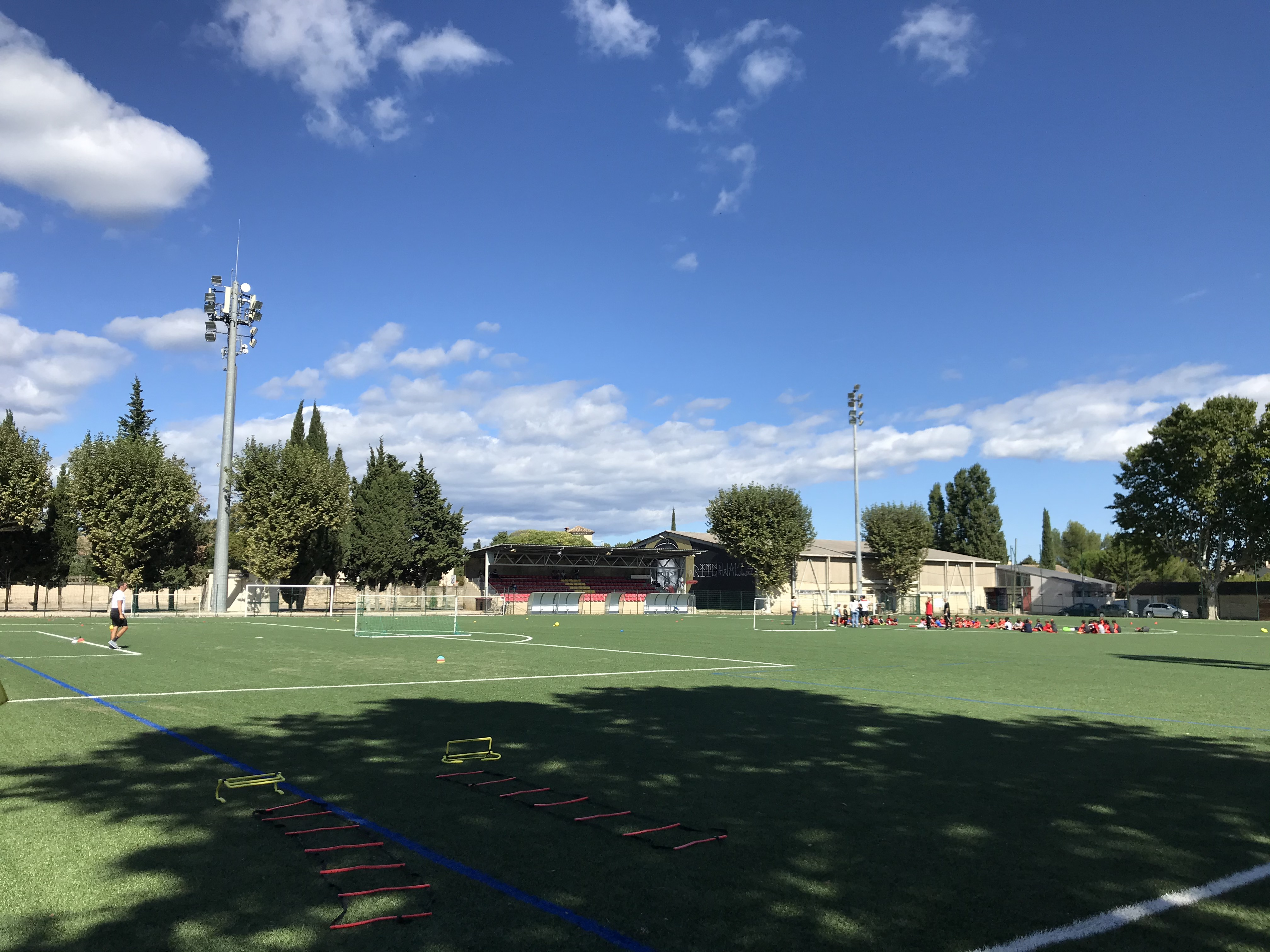
路易·波泰克斯球场

### 教育
于泽斯属于蒙彼利埃学区。截至2021年1月1日，于泽斯境内共有2所幼儿园、4所小学、3所初级中学、2所普通高中和1所农业高中。2021至2022学年度，于泽斯境内共有在校中等教育阶段学生2,627名。

### 医疗
截至2021年1月1日，于泽斯境内共有全科医生17名、保健师28名、牙医20名、护士28名、耳科医生1名、眼科医生1名、助产士4名和儿科医生1名。境内共有药房4家、残疾人帮扶中心1家。
于泽斯中心医院（Centre Hospitalier d'Uzès）是法国的一个区域性医疗机构，其主病区于泽斯地方医院（hôpital Local d'Uzès）位于于泽斯市区南部，设有床位168个，是当地规模最大的公立综合性医院。

### 住房
2020年，于泽斯境内共有各类住房6,004套，其中46.6%为独立式居民区，51.4%为集中式居民区。常住房屋占于泽斯市镇范围内居民建筑总量的71.3%。
在住房保障政策方面，2022年，于泽斯境内共有1,055户家庭获得了住房经济补助，受益人数占总人口数量的14.4%，其中1,037份为房租补助。

### 商业
2021年，于泽斯境内共有各类实体商铺401家，其中餐厅81家、大型超市5家、杂货店7家、面包房20家、肉铺4家、书店4家、装饰品店4家、银行门店9家、美容美发店25家、汽车维修店16家。于泽斯市中心建有一家家乐福便民超市；市区南部建有开放式商业街区，有家乐福、Gifi、Darty等商场。

### 体育
2021年，于泽斯境内共有4家游泳池、1间体育馆、1座综合体育场、9处网球场、3处马术场、5处足球或橄榄球场、1处篮球或排球场以及1处高尔夫球场。
截至2023年11月，于泽斯境内共有三家注册足球俱乐部。于泽斯地区前进体育（编号581232）是当地的代表性足球队，成立于2005年，其主队2023至2024赛季参加奥克西塔尼大区足球联赛甲组（法国第六级别），其主场为路易·波泰克斯球场（Stade Louis Pautex）。

### 环境
于泽斯的环境事务由其所属的于泽斯地区市镇公共社区联合各级政府协调负责。2021年，于泽斯境内暂无污染企业。

### 治安
2021年，于泽斯市镇范围内共有1处宪兵队。
于泽斯及其附近的共75个市镇是塞兹河畔巴尼奥勒国家宪兵队（zone gendarmerie de Bagnols-sur-Cèze）的管辖范围。2020年，该宪兵队累计记录各类案件3,581起，其中盗窃类案件1,910起，经济类案件491起，毒品交易类案件255起。

## 文化
2021年，于泽斯境内共有1家剧场、1家电影院和1家博物馆。于泽斯境内建有一处多媒体中心，每周二至六（八月除外）向公众开放。

### 建筑
于泽斯境内有多处历史建筑，其中圣泰奥多里大教堂、于泽斯城堡、于泽斯主教宫等为法国国家文物保护单位。

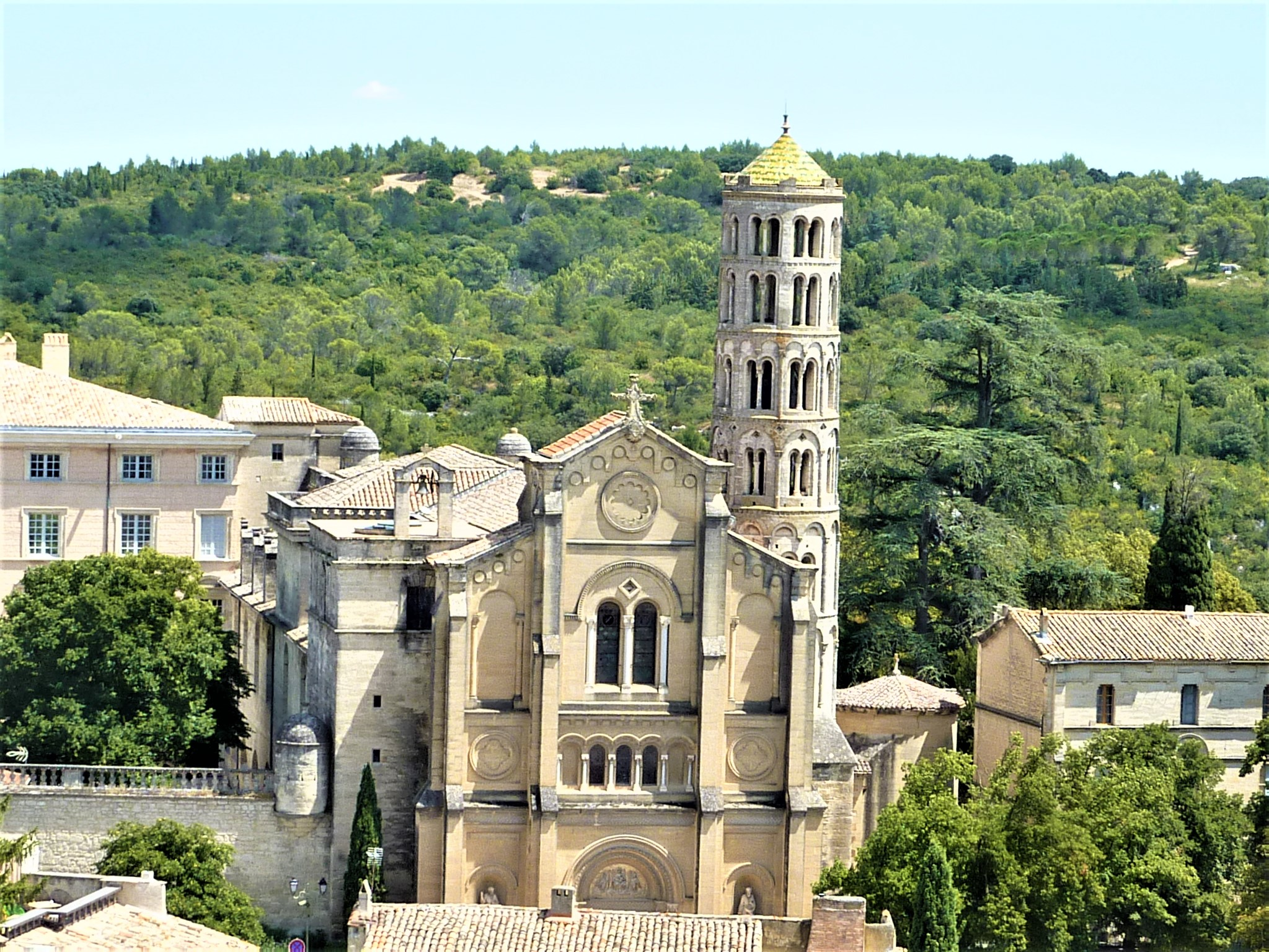
圣泰奥多里大教堂（法语：Cathédrale Saint-Théodorit d'Uzès）
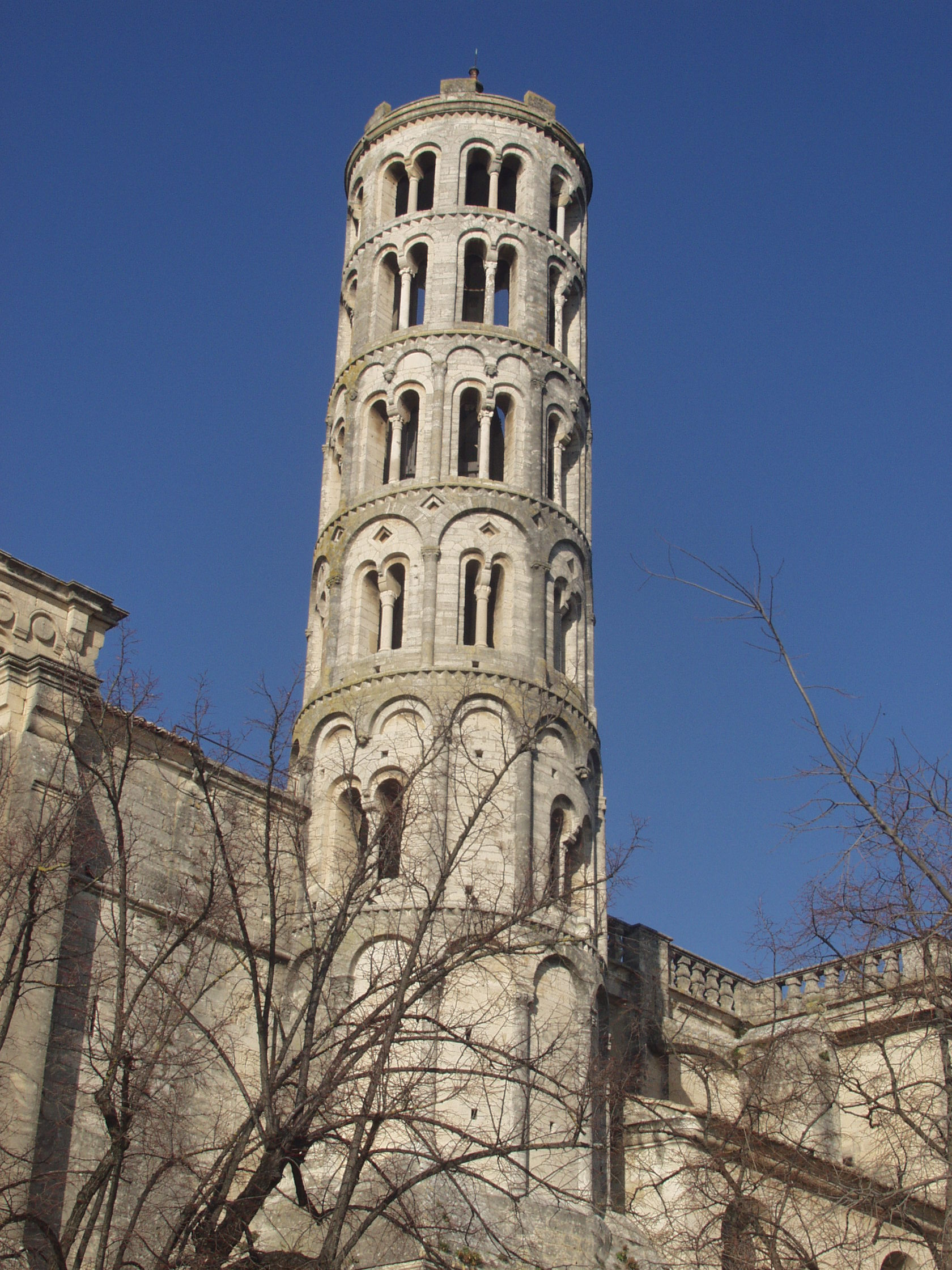
塔楼
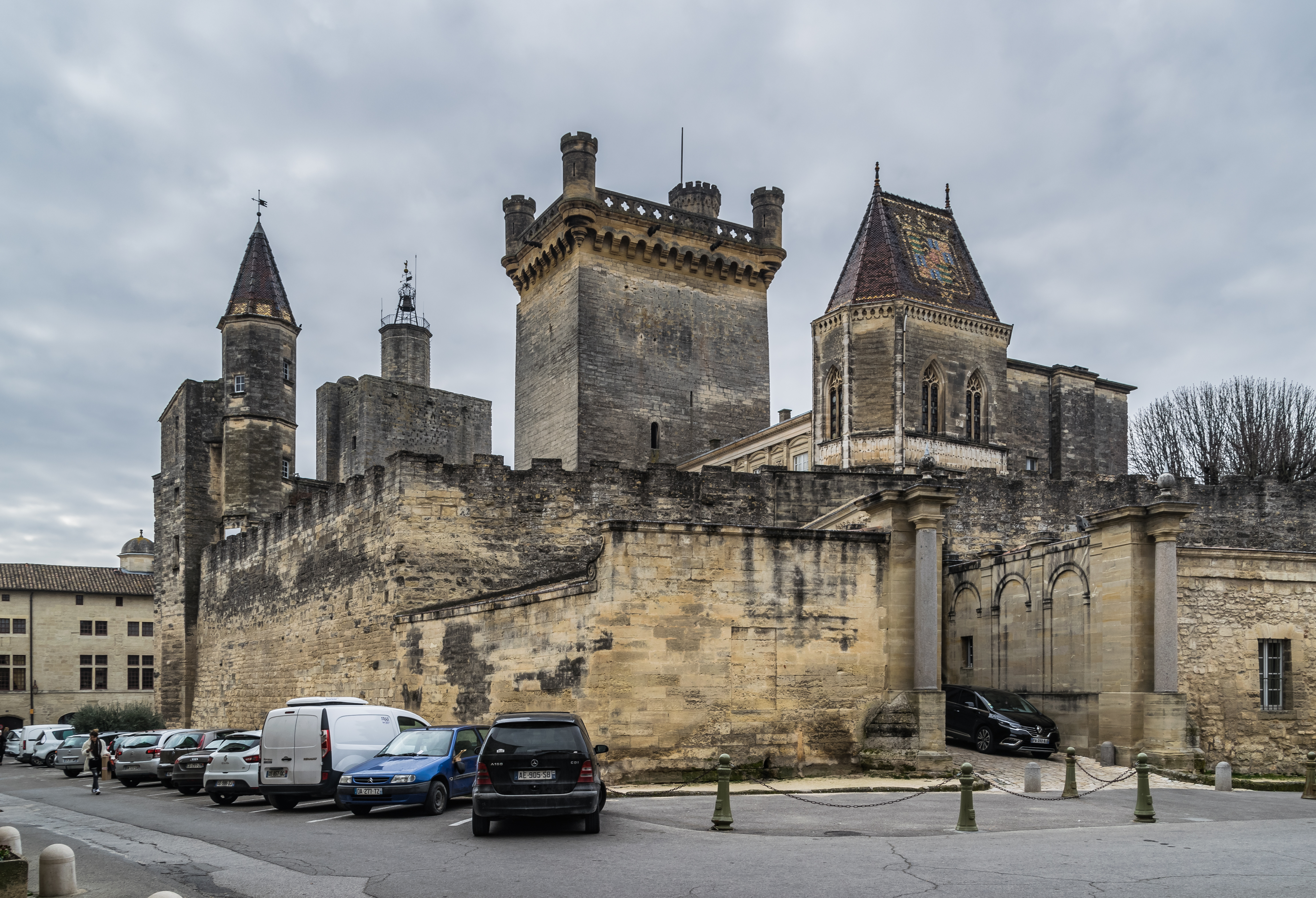
于泽斯城堡（法语：Château d'Uzès）
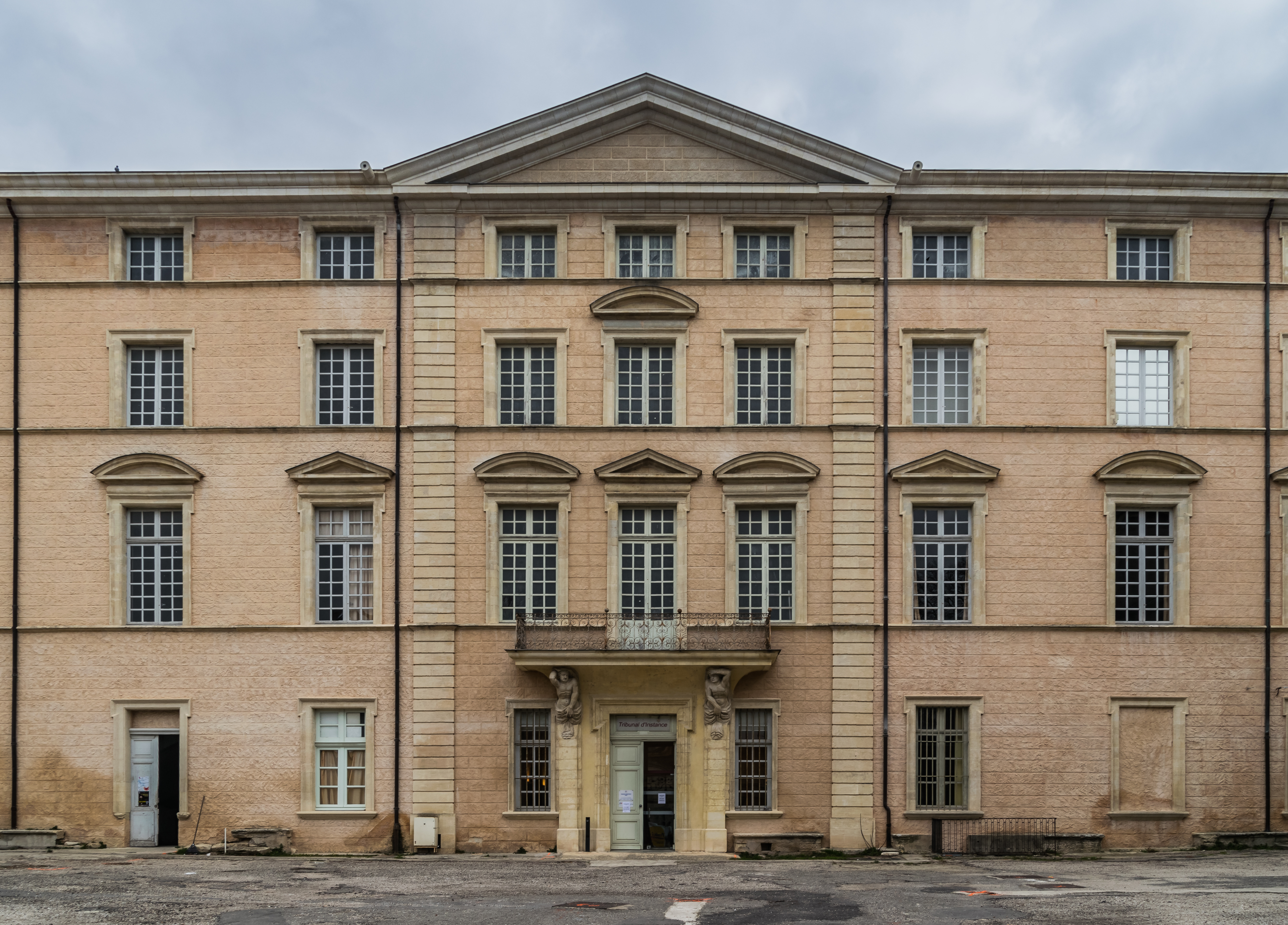
主教宫（法语：Palais épiscopal d'Uzès）
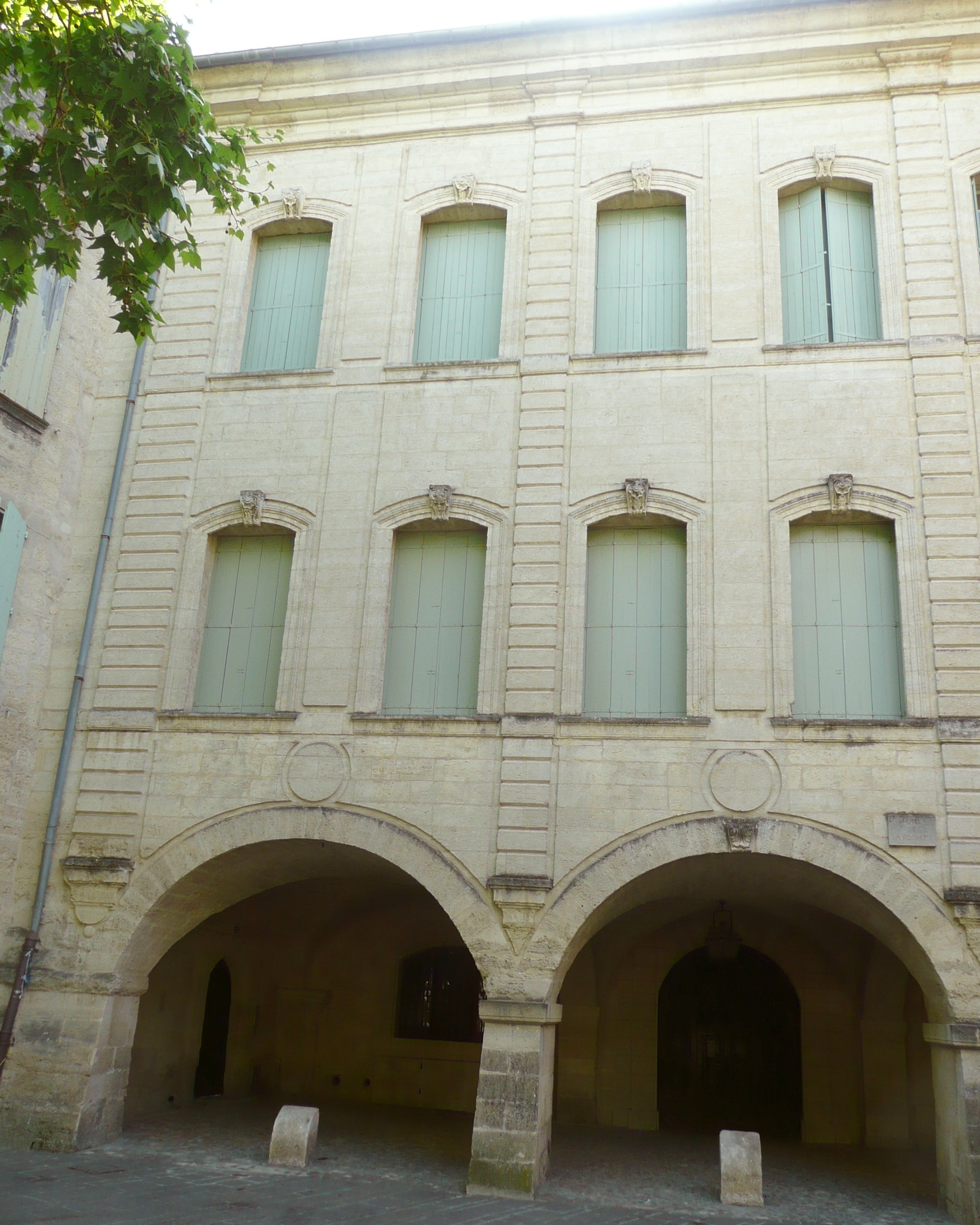
拉罗谢特宫
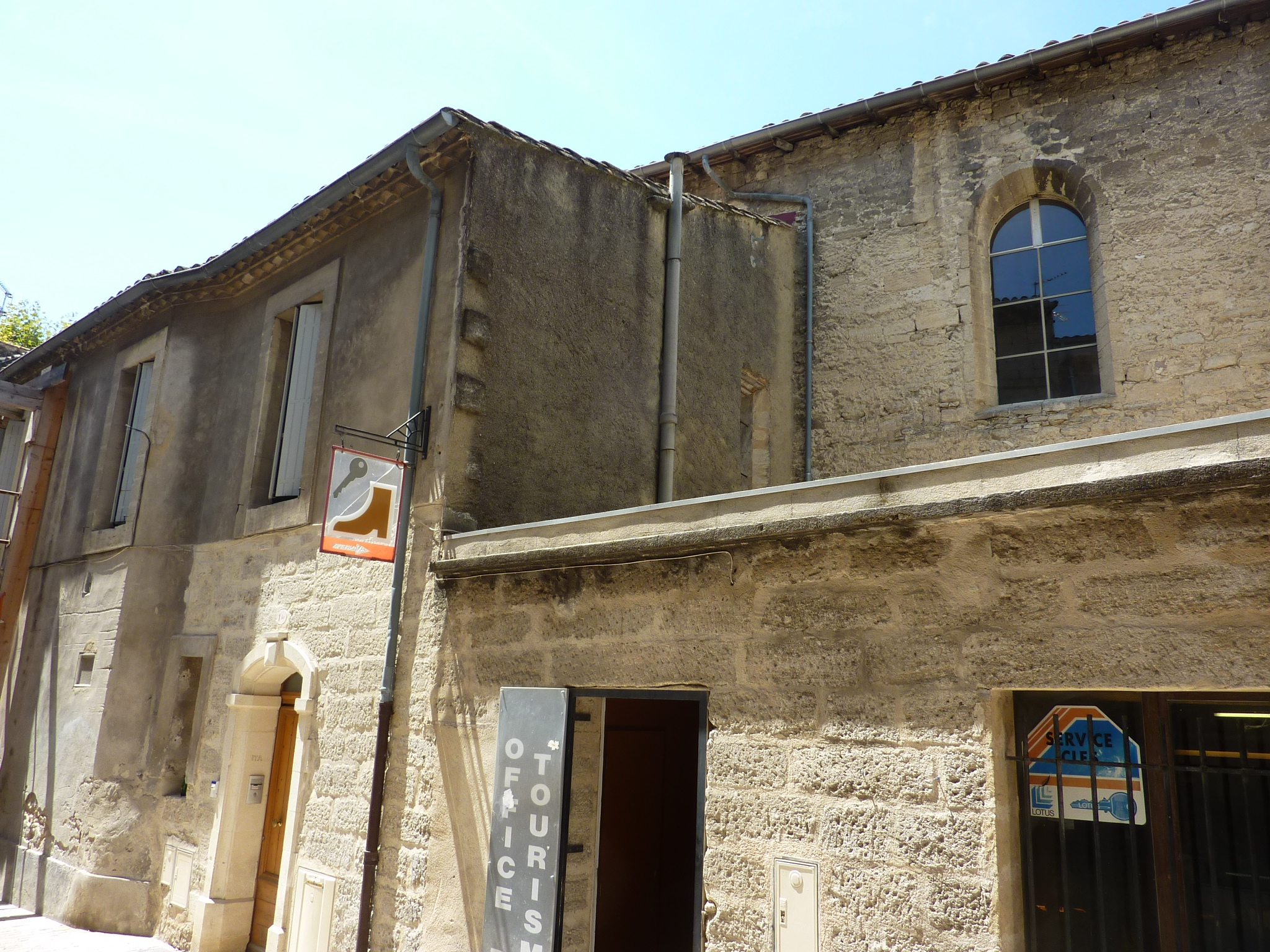
嘉布遣小教堂
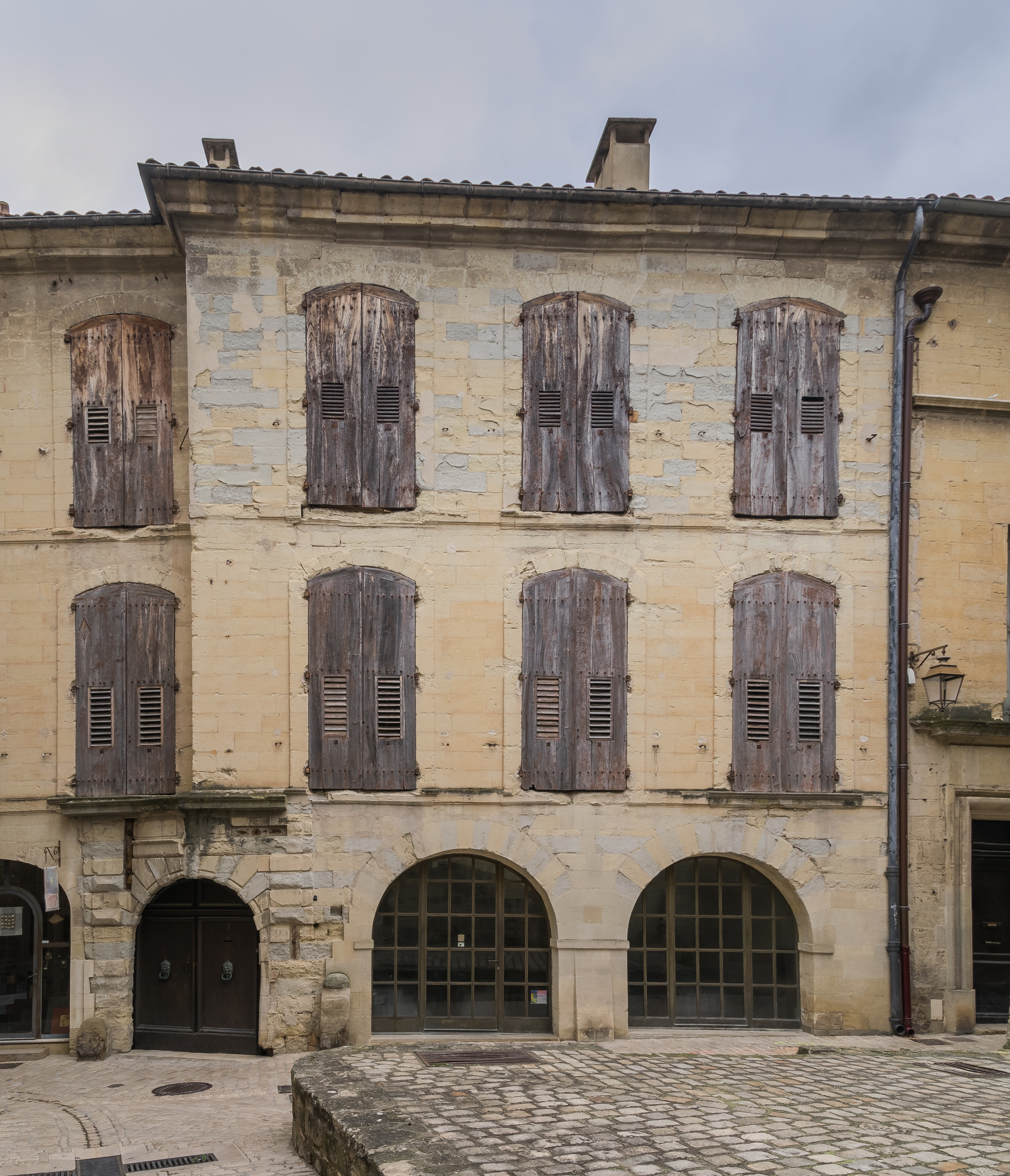
传统民居1
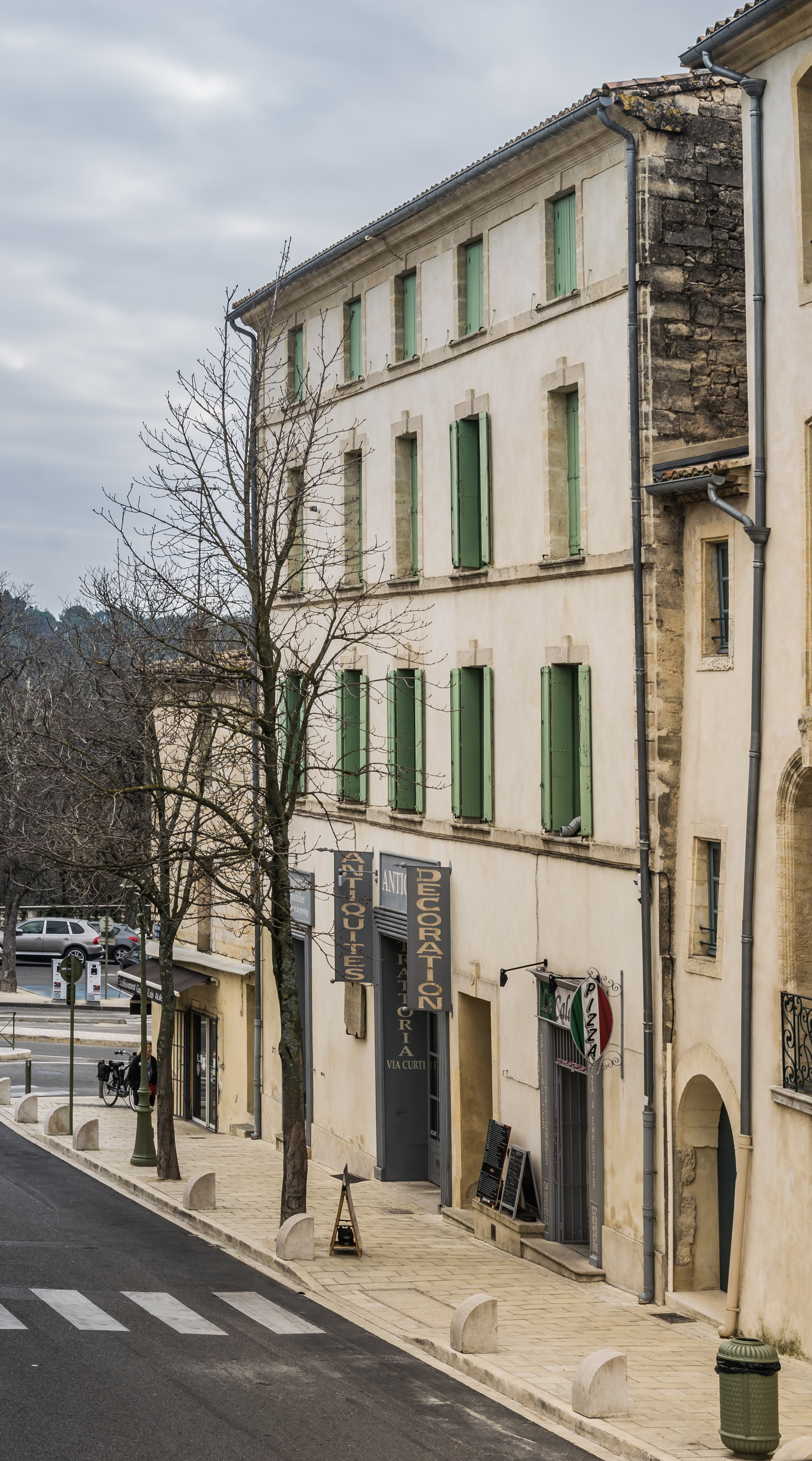
传统民居2

### 旅游
于泽斯的旅游事务由其所属的于泽斯地区市镇公共社区负责。2023年，于泽斯境内共有8家酒店共计170间房间。

### 媒体
法国主要的媒体均可在于泽斯接收，法国电视三台下属的奥克西塔尼大区频道在部分时段播出于泽斯所在加尔省的地方新闻。奥克西塔尼加尔地区电视台、《马赛人日报》、蓝色法兰西加尔-洛泽尔广播、卡马格广播等是当地主要的地方性媒体。

## 相关人物
法国药学家穆瓦斯·沙拉斯、物理学家菲尔曼·阿鲍齐特、经济学家夏尔·吉德和历史学家莫里斯·阿居翁出生于于泽斯。

## 友好城市
截至2023年11月，于泽斯共与两座城市建立了友好城市关系：
- 德国 施里斯海姆
- 波蘭 帕奇库夫